# قوم تپوری
تپوری یا تات (taat) یا تپیری (tapyri) (اوستایی: 𐬙𐬞𐬡𐬭𐬯𐬙𐬁𐬧؛ به پارسی پهلوی: 𐭨𐭯𐭥𐭦𐭰𐭨𐭠𐭭؛ به یونانی: Τάπυροι) قومی باستانی و از اقوام ایرانی‌تبار ساکن در سرزمین ماد و سرزمین طبرستان در جنوب دریای مازندران بودند و تیره‌هایی از این قوم در نواحی همچون هیرکانیا، ماد کوچک، پارت و البرز سکونت داشتند. نام این قوم در کتیبه‌های ایلامی به‌صورت تپیر (tepir) ذکر شده است. به گفته یوزف مارکوارت، تپوری‌ها قومی گسترده پیش از آریایی‌ها بوده‌اند که به وسیلهٔ اقوام مهاجر ایرانی به نواحی کوهستانی البرز عقب رانده شدند. حسن پیرنیا ، تپوری‌ها را از بومی‌های استان مازندران و نواحی آن از زمان پیش از آمدن آریان‌ها به ایران می‌داند طبق نظر مورخان و شواهد موجود به نظر می رسد، گالش ها و تات ها تنها بازمانده تپوریان هستند. .

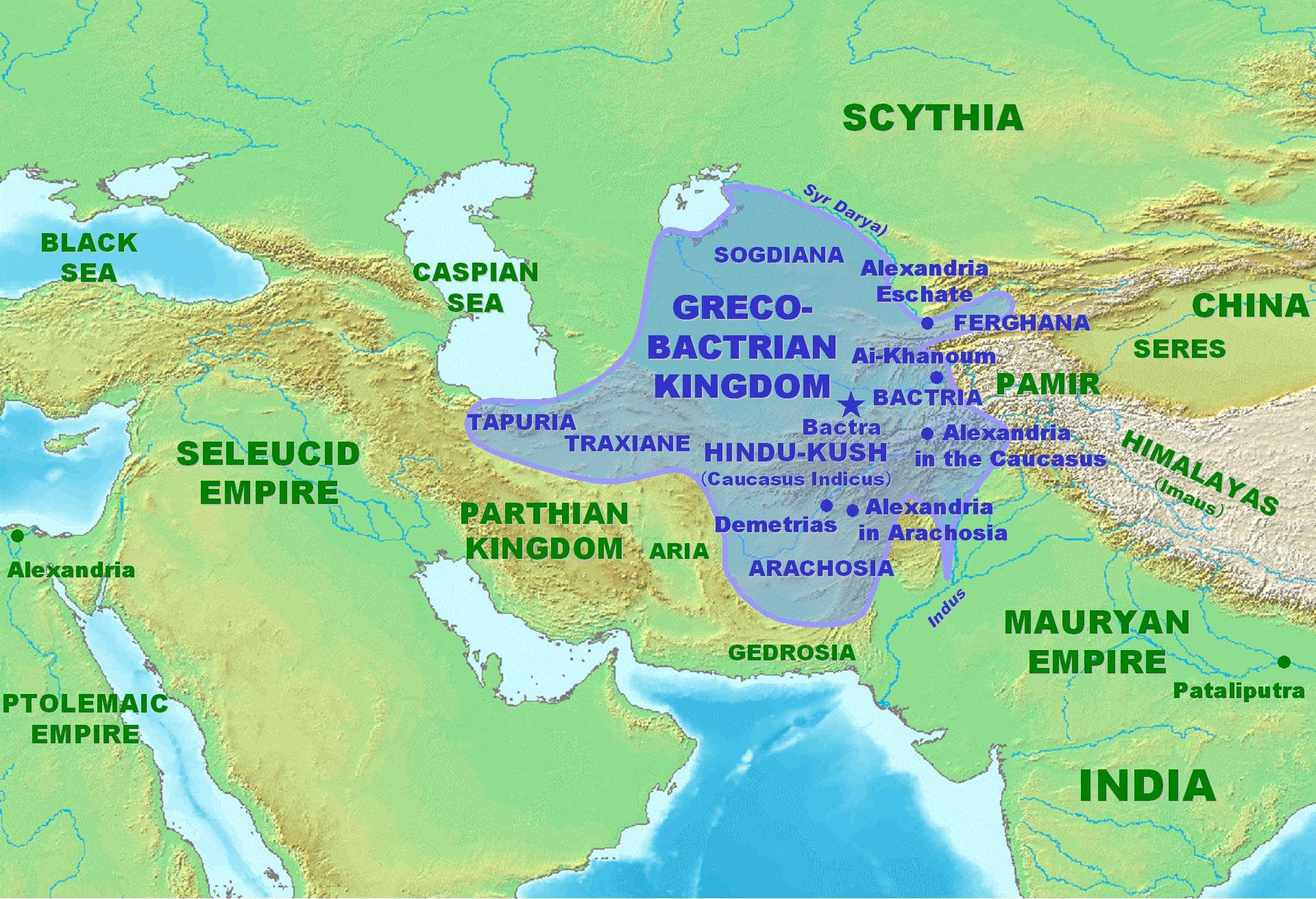
نقشه دولت یونانی بلخ همزمان با شاهنشاهی اشکانیان و پس از اخراج قوم آمارد از حاشیه جنوبی کاسپین. نام سرزمین Tapuria در جنوب دریای تپورستان دیده می‌شود.

ویلیام اسمیت در فرهنگ لغت جغرافیای یونان و روم می‌نویسد: تپورها قومی بودند که محل سکونت آنها در دوره‌های مختلف تاریخ به نظر می‌رسد در امتداد فضای وسیعی از کشور از ارمنستان به سمت شرق تا آمودریا گسترش یافته بود. استرابون آنها را در کنار دروازه‌های کاسپین و ری، در پارت و بین دربیک و هیرکانی و همراه با آماردی‌ها و سایر مردم در امتداد سواحل جنوبی دریای مازندران قرار می‌دهد که آخرین دیدگاه یعنی سکونت در امتداد سواحل جنوبی دریای مازندران مطابق نظر کوینت کورس و دیونیسوس و پلینی هم می‌باشد. بطلمیوس در جایی آنها را در زمره اقوام سرزمین ماد به حساب می‌آورد و در جایی دیگر آنها را به مارگیانا نسبت می‌دهد. تپوری‌هایی که در پلینی و کوینت کورس به آنها اشاره می‌کند شکی در آن نیست که ناحیه کنونی طبرستان نام خود را از آنها گرفته است. آلیان توصیف عجیبی از تپوری‌هایی که در ماد زندگی می‌کردند ارائه می‌دهد.
بطلمیوس به دو قوم متفاوت با نام‌های شبیه به یکدیگر در دو منطقه متفاوت اشاره کرده است. بطلمیوس قوم اول را تپوری نامیده است که در سرزمین ماد و در جنوب دریای مازندران سکونت داشتند و قوم دوم را تپورئی نامیده است که در سرزمین سکستان سکونت داشتند. طبق نظر دانشنامه ایرانیکا منشأ تپورئی‌ها به کوه‌های سرزمین هیرکانی می‌رسید و تپوری‌های جنوب دریای مازندران اجداد تپورئی‌ها بودند و مهاجرت تپورئی‌ها از کوه‌های هیرکانی به سمت سرزمین سکستان بود.
به گفته کتزیاس قوم تپوری مطیع نینوس حاکم آشور بودند. به گفته آریان گروهی از قوم تپوری در عصر هخامنشی و اسکندر در میان هیرکانیا و آمارد سکونت داشتند و اسکندر سرزمین آمارد را به قلمرو فرادات حاکم تپوری ضمیمه کرد. دانشنامه ایرانیکا نیز در مقاله مردمان باستانی ایران، در ارتباط با قوم تپور به گزارش‌های بطلمیوس و استرابون و آریان (مورخ) یونانی و کوینت کورس مورخ رومی استناد کرده است.
استرابون اقوام کادوسی، آماردی، تپوری و کرتی را به عنوان اقوام کوچنده و غارتگر نام برده است که در شمال سرزمین ماد زندگی می‌کردند. کتزیاس اشاره می‌کند که سرزمین‌های تپوری، کادوسی و دربیک توسط آشوریان فتح شد.
اخیراً نام قوم تپوری توسط «وتر هنکلمن» (Wouter Henkelman) به همراه دپوراپ قومی ایلامی در دو متن از متون و الواح بایگانی‌های اداری تخت جمشید مربوط به دوره هخامنشی ذکر شده بود شناسایی شده‌اند. در یک مورد (pf0856) در هفت ماه اول سال ۲۴ حکومت داریوش (۴۹۸ قبل از میلاد) به جیره‌هایی به کارگران نوجوان تپوری داده شد اشاره شده است در حالی که در مورد دیگر (fn-nn-2458) مربوط به سال ۲۷ حکومت داریوش (۴۹۵ قبل از میلاد) نام قوم تپوری ثبت شد.

## تاریخ

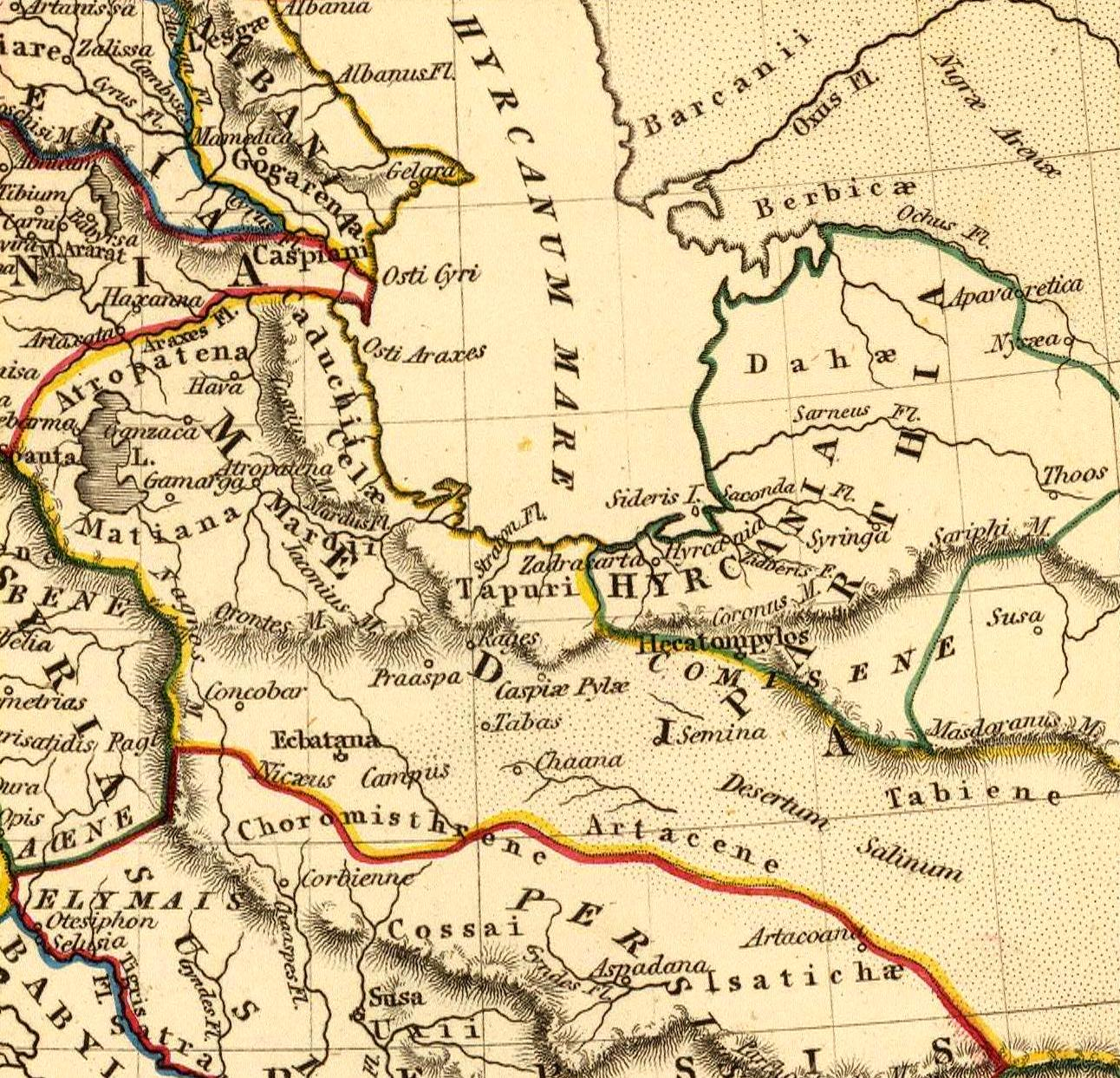
موقعیت تپوری‌ها (Tapuri) در قرن دوم قبل از میلاد، از شرق سپیدرود تا هیرکانیا

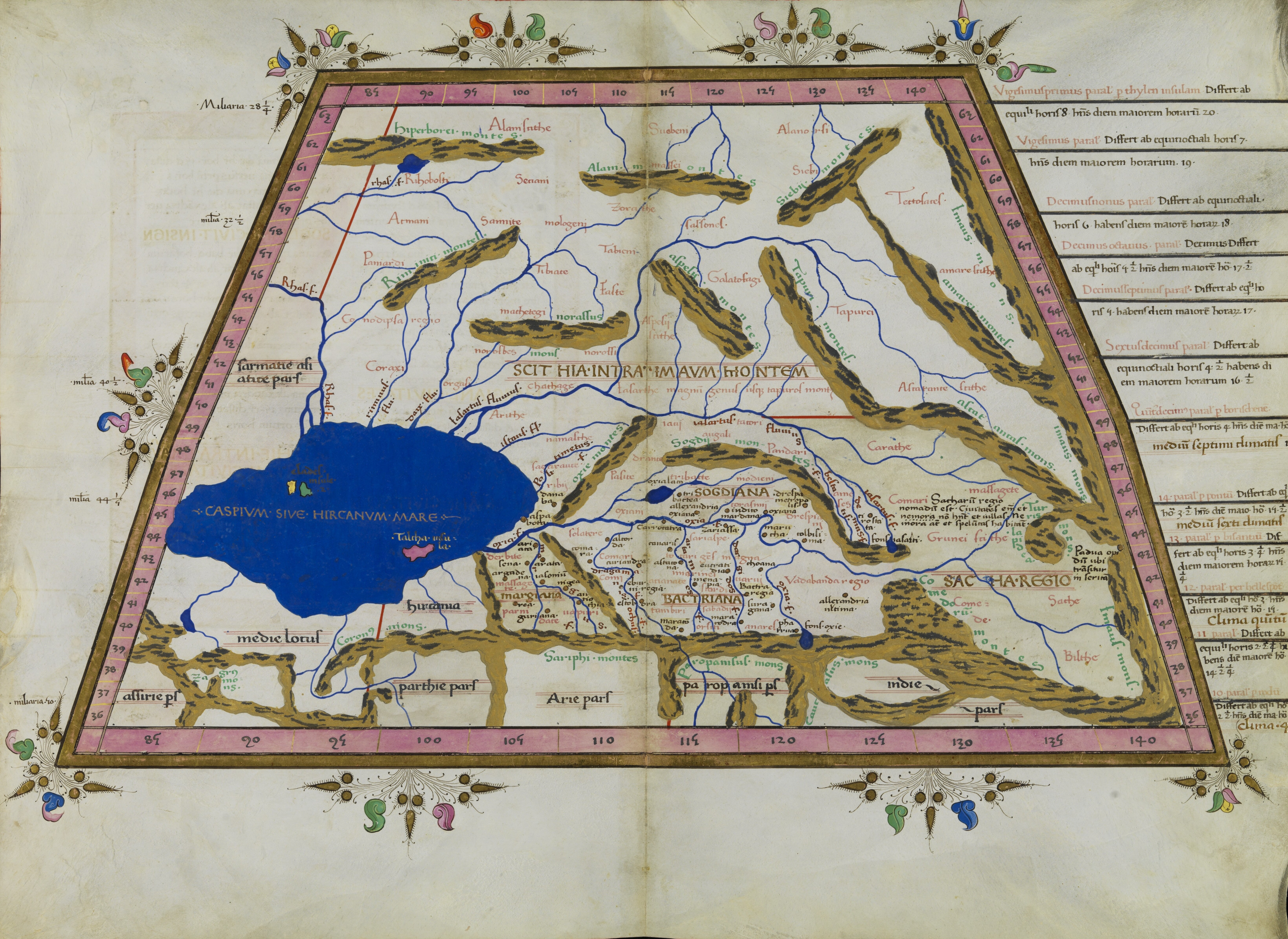
نقشه سرزمین سکاستان منتسب به بطلمیوس اثر ژاکوپ آنجلو مترجم قرن پانزدهم. سرزمین قوم تپورئی (Tapurei) یکی از تیره‌های قوم تپوری در این نقشه دیده می‌شود.

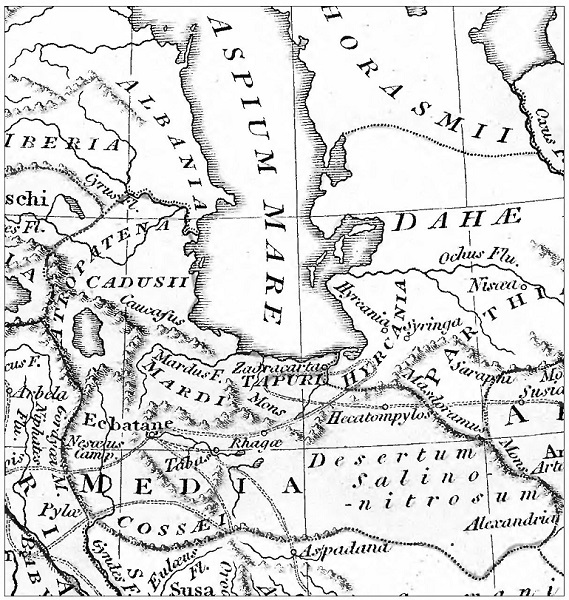
قلمروی تپوری (Tapuri) در سرزمین ماد جنوب دریای مازندران

در پیوند با تاریخ مردم طبری، باید به این نکته توجه داشت که پیشینه اطلاق نام منطقه کوهستانی طبرستان به منطقه جلگه‌ای مازندران پس از سرایش شاهنامه بوده است و در نگاشته‌های پیش از شاهنامه فردوسی، نامی از مازندران در دست نیست و تاریخ نگاران یونانی و رومی، در گزارش‌های تاریخی در عصر آشوریان، هخامنشیان، اسکندر و اشکانیان، نام آن سامان را تپوریا قید کرده‌اند. چنانچه در دوران ساسانیان آن را تپورستان خوانده‌اند و پس از یورش عرب‌ها در منابع ایرانی و عربی، به طبرستان معرب شده است. همچنین بسیاری از استادان شاهنامه‌شناس در اینباره کتاب و مقالاتی ارائه کرده‌اند. مانند کتاب «پژوهشی در شاهنامه» نوشته دکتر حسین کریمان، ادیب و لغت‌شناس و مورخ معاصر و استاد دانشگاه شهید بهشتی که در باب تفاوت مازندران شاهنامه فردوسی با مازندران امروزی نوشته شده است.
مردم مازندرانی یکی از اندک شمار اقوام ایرانی‌تبار هستند که امروزه از هویت و نام باستانی قومیت ایشان، در جغرافیای یونانی و رومی چون جغرافیای بطلمیوس و استرابون و همچنین گزارش مورخان یونانی و رومی چون آریان و کوینت کورس، نامی بر جای مانده است.

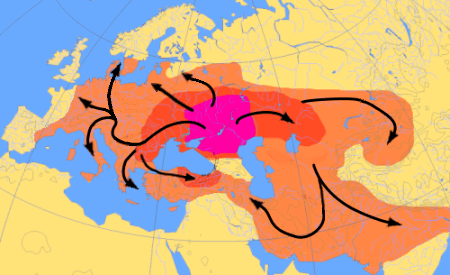
نظریه استپ؛ مهاجرت اقوام آریایی (هندواروپایی) از ۴۰۰۰ هزارسال تا ۱۰۰۰ سال پیش از میلاد انجامید. ایران به‌طور کلی تحت تأثیر مهاجران هندواروپایی قرار گرفت.

طبق نظریه مدل استپ مردمی که امروزه مازندرانی یاد می‌شوند یک گروه زبانی-فرهنگی می‌باشند که حاصل امتزاج و اختلاط موج بزرگی از مهاجرت نژاد قفقازی (آریایی‌ها) با بومی‌های طبرستان مانند تپوری‌ها و آماردها می‌باشد. نظریه استپ (کورگان) معتبرترین نظریه است که دربارهٔ مهاجرت اقوام هندواروپایی مطرح شد. نام طبرستان معرب نام تپورستان بوده و به پیشینه یکی از اقوام ایرانی‌تبار با نام تپور (تیبارین)، که در حاشیه جنوبی دریای مازندران ساکن بودند بازمی‌گردد. قومی ایرانی‌تبار که در جغرافیای بطلمیوس و جغرافیای استرابون و همچنین در کتاب آناباسیس اسکندر نوشته آریان مورخ یونانی و گزارش کوینت کورس و در هیستوریای هرودوت و همچنین در آثار پولیبیوس و پلینی از این قوم یاد شده است.
از قوم طبری با نام‌های تپوری، تپیری، تیپار، تیبارین، تیبرانی، تبری و طبریان یاد شده است.
هرودوت(۴۸۴–۴۲۵ ق. م)، در کتاب «هیستوریای»، در زمینهٔ پرداخت‌های ساتراپ‌های امپراتوری هخامنشی به داریوش، از مردمان موشی (moschie)، تیبارین (تپور)(tibarenie)، ماکرون(macrones)، موزیکان (mossynoekie)، و مار (آمارد)(mares) در ساتراپ نوزدهم نام برده است.
به گفته آرنولد جی. توینبی تیپار و تیبارین در عصر هخامنشی صورت دیگر از نام قوم تپوری هستند و تمامی این اقوام همچون قوم تپوری در تپورستان اقوام کوه‌نشین (به یونانی: tapouroi) بودند. تیپارها و موسخی‌ها (موشی‌ها) دارای فرمانده واحد بودند و ماکرون‌ها با موزیکان‌ها فرمانده واحد داشتند و مارها با کلخی‌ها فرمانده واحد داشتند. تیپارها و ماکرون‌ها و موسخی‌ها (موشی‌ها) با ساز و برگ موسخی رژه می‌روند.
به گفته کتزیاس (۴۴۱–۳۹۲ق. م) نینوس پادشاه آشور تپوریان را مطیع خویش کرد.
کتزیاس از قوم تپوری در کنار هیرکانی و کادوسی به عنوان یکی از نواحی نام می‌برد که توسط نینوس پادشاه آشور فتح شدند. به گزارش کتزیاس: از سرزمین‌های واقع در دریا و دیگر سرزمین‌های هم‌مرز با آن‌ها، نینوس مصر و فنیقیه را تحت سلطه خود درآورد، سپس سیلسیرا، کیلیکیه، پامفیلیه و لیکیه، و همچنین کاریا، فریگیه و لیدیه. به‌علاوه، او ترود، فریگیه را در هلسپونت، پروپونتیس، بیتینی، کاپادوکیه و همه ملل بربر که در سواحل پنتوس تا تنائیس ساکن هستند تحت کنترل خود قرار داد. او همچنین خود را حاکم سرزمین‌های کادوسی، تپوری، هیرکانی، درانگی، دربیکی، کارمانی، کورمنایی و بورکانی و پارت کرد. او هم به پارس و هم به سوزیانا و کاسپین حمله کرد، همان‌طور که می‌گویند، گذرگاه‌های بسیار تنگی وارد آن می‌شوند، به همین دلیل به عنوان دروازه‌های کاسپین شناخته می‌شوند. بسیاری از ملل کوچکتر دیگر را نیز تحت سلطه خود درآورد، که صحبت دربارهٔ آنها کار طولانی خواهد بود. اما از آنجا که حمله به باکتریا دشوار بود و شامل بسیاری از مردان جنگجو بود، پس از زحمت و تلاش بیهوده، او جنگ با باکتریا را به زمان دیگری موکول کرد و نیروهای خود را به آشور بازگرداند و مکانی را برای تأسیس یک شهر بسیار بزرگ انتخاب کرد.
پولیبیوس (۲۰۵–۱۲۵ ق. م) در کتاب خود، آنجا که از دشت هیرکانیه صحبت می‌کند، اشاره دارد که خارج از مرزهای شرقی (سرزمین ماد)، دشتی بیابانی وجود دارد که تا کوه‌های تپوریه می‌رسد که از دریای هیرکانیه خیلی دور نیست. پولیبیوس می‌نویسد: ماد در آسیای مرکزی قرار دارند و به عنوان یک کل به آن نگاه می‌شود، از نظر وسعت و ارتفاع رشته کوه‌های خود نسبت به سایر مناطق آسیا برتری دارد. باز این مشرف بر کشور برخی از شجاع‌ترین و بزرگ‌ترین اقوام است؛ زیرا در خارج از مرز شرقی خود دارای دشت بیابانی است که پارس را از پارت جدا می‌کند. این مشرف به دروازه‌های کاسپین (caspian gate) است و تحت فرمان آن است و تا کوه‌های تپوری (mountains of the Tapyri) که فاصله زیادی با دریای هیرکانی ندارند، ادامه دارد.
به گفته آریان (۸۶ میلادی) مورخ یونانی گروهی از تپورها بین هیرکانیا و آمارد ساکن بودند که اسکندر مقدونی پس از دست یابی به سرزمین آمارد ولایت آمارد را به ساتراپ تپورستان که والی آن فرادات فرمانده قوم تپور بود ضمیمه کرد.
به گفته پلینی ملت‌هایی که در اطراف دریای هیرکانی قرار گرفته‌اند: در شرق کاسپی منطقه ای واقع شده است که با نام آپاورتن (Apavortene) شناخته می‌شود. جایی که به دلیل حاصلخیزی منحصر به فرد خود، داریوم (Dareium) نامیده می‌شود. سپس به سراغ ملتهای تپوری (Tapyri)، آناریاکه(Anariaci)، استائورس (Staures) و هیرکانی (Hyrcani) می‌آییم.
در کتاب ۶، فصل ۱۴، بخش ۱۲ از جغرافیای بطلمیوس(۹۰–۱۶۸ میلادی) که دربارهٔ سرزمین‌های سکاها در آسیای میانه هست، از تیره‌ای از این قوم به عنوان قومی ساکن در سرزمین‌های سکایی یاد شده است. بطلمیوس این دسته از تپورها را در سرزمین سکایی دانست. در شمال شرق نقشه بطلمیوسی که ارائه شده، نام قوم تپور (tapurei) دیده می‌شود. بطوریکه در همین نقشه به روشنی می‌توان دید، فاصله این تیره از تپورها (tapurei) که در سزمین سکاها ساکن هستند با سرزمین گروه دیگری از تپورها (tapuri) که در جنوب دریای مازندران سکونت دارند زیاد است. به گفته بطلمیوس به سمت شرق کوه‌های تپوری (tapuris mountains) و سرزمین سکستان (scymbi scythae) مردم تپوری (tapurei) ساکن هستند.
دو نقشه از کتاب جغرافیای ششم بطلمیوس بخش سرزمین‌های سکایی و دیگری نقشه‌ای از تپورستان در دوران اشکانیان که ضمیمه شده است. نام و محل اسکان قوم تپور در این نقشه‌ها مشخص شده است.
بطلمیوس(۹۰–۱۶۸ میلادی) در کتاب ۶، فصل ۲، بخش ۶ از جغرافیای خود که دربارهٔ سرزمین ماد هست، از تیره دیگری از قوم تپور یاد کرده که در شمال قومس (choromithrena) و منطقه الیماس (elymais) تا سرچشمه رود چرینداس (charindas river) (رودخانه چرینداس در شرق مازندران واقع شده است) در سرزمین ماد ساکن بودند. بطلمیوس می‌نویسد سرزمین قومس (choromithrena) تا پارت ادامه می‌یابد و در شمال آن الیمایس (helymais) هست، از آنجا تا سرچشمه‌های رودخانه چرینداس (charindas) مناطقی هستند که تپوری‌ها (tapuri) ساکن هستند.
استرابون(۶۳ ق. م) اقوام تپوری را در کنار اقوام آمارد به عنوان اقوام کوهستان نشین در شمال کشور یاد می‌کند. استرابو می‌نویسد: تمام مناطق این کشور به استثنای بخشی به سمت شمال که کوهستانی و ناهموار و سرد است و محل زندگی کوهنشینانی به نام کادوسی (Cadusii) و آماردی (Amardi) و تپوری (Tapyri) و کرتی (Cyrtii) و سایر مردمان دیگراست، حاصلخیز است.
استرابون(۶۳ ق. م) اعتقاد دارد نواحی تپور و ری و دروازه کاسپین بخشی از سرزمین ماد بود که اشکانیان بر آن سلطه یافتند و می‌نویسد: مناطقی از کشور پارت، قومس (Comisene) و خوار (Chorene) است و می‌توان گفت کل منطقه ای است که تا دروازه کاسپین (Caspian Gates) و ری (Rhagae) و تپوری (Tapyri) گسترش می‌یابد، که قبلاً متعلق به ماد بود.
استرابون(۶۳ ق. م) در قسمتی دیگر جایگاه تپورها را بین هیرکانی‌ها و دربیک‌ها معرفی می‌کند و می‌نویسد: گفته می‌شود که تپوری‌ها (Tapyri) بین دربیک‌ها (Derbices) و هیرکانی‌ها (Hyrcanians) زندگی می‌کنند.
در جغرافیای استرابون گروهی از قوم تپور به عنوان قومی ساکن میان سرزمین هیرکانی و سرزمین آریا یاد شده است.
استرابون(۶۳ ق. م) گروهی دیگر از تپورها را ساکن کنارهٔ دریا هیرکانی معرفی می‌کند و از تپورها به عنوان قومی در کنار آناریاکه‌ها (شرق گیلان) نام می‌برد. استرابون می‌نویسد: موقعیت اقوام در حوالی دریای هیرکانی در شرق کاسپی … به اقوام تپوری (Tapyri)، آناریاکه (Anariaci)، استاورس (Staures) و هیرکانی (Hyrcani) می‌رسیم.
استرابون(۶۳ ق. م) اقوام ساکن در حاشیه جنوبی دریای مازندران و غرب هیرکانی را بدین گونه نام می‌برد: تپوری‌ها (Tapyri) بین هیرکانی‌ها و آریایی‌ها زندگی می‌کنند و در یک مدار در اطراف دریا پس از هیرکانی‌ها (Hyrcanins)، آماردی‌ها (Amardi) و آناریاکه (Anariacae) و کادوسی‌ها (cadusi) و آلبانی‌ها (albani) و کاسپی‌ها (Caspii) و ویتی‌ها(viti) و شماری دیگر از مردمان، تا جایی که به سکاها (scythians) می‌رسیم و از سوی دیگر به سرزمین هیرکانی و دربیک‌ها (Derbices) هستند، کادوسیان در مرز ماد و ماتیانی و پایین پرخوآتراس هستند.
استرابون(۶۳ ق. م) تپورها را ساکن پنج مکان متفاوت می‌داند. وی گروهی از تپورها را به عنوان کوهنشین‌های شمال کشور در کنار آمارد نام می‌برد. وی گروه دیگری از تپورها را میان هیرکانی‌ها و دربیک‌ها نام می‌برد. وی دسته دیگر تپورها را میان هیرکانی‌ها و آریا نام می‌برد. وی دسته دیگر از تپورها را در ماد نام می‌برد و مکان دسته دیگر از تپورها را در کنار آناریاکه‌ها می‌داند.
کیپر در کتاب جغرافیای قدیم خود تپورها را شعبه‌ای از اقوام آمارد می‌داند.
به گفته احمد کسروی طبرک نام دو دژ معروف در ری و اصفهان می‌باشد، یکی دژ طبرک در نزدیکی اصفهان و دیگری کوه طبرک در نزدیکی ری است شکل درست آن تپورک است و شکی نیست که هنگامی این دو مکان، نشیمن دسته‌هایی از قوم تپور بوده است.
به گفته یحیی ذکا در «کاروند کسروی» آورده است: آماردان یا ماردان، در زمان لشکر کشی اسکندر مقدونی به ایران، این تیره در مازندران نشیمن می‌داشتند و آن هنگام هنوز قبایل تپوران به آنجا نیامده بودند ولی سپس چنان‌که از گفته‌های استرابون پیداست در آذربایجان و ارمنستان و پارس و دیگر جاها پراکنده شدند.
تپورها تا عصر هخامنشی از بابل تا گرگان می‌زیستند و به گفته تئودور نلدکه و یوزف مارکوارت، خاک تپورها در بخش جنوبی تپورستان خاوری بوده که آن را پاتشوارش (پتشخوارگر) نام نهاده بودند.
فرادات حاکم تپورهای بخش شمالی تپورستان (دشت و هامون) بوده که با اسکندر مصالحه نمود و تپورهای بخش جنوبی تپورستان (کوهپایه و کوهستان) فرمانروای دیگری داشتند که حاضر به مصالحه با اسکندر نبودند و در نهایت فرادات بر سرزمین تپورهای کوهستان و آماردها دست یافت.
به اعتقاد یوزف مارکوارت تپوری‌ها در زمان اسکندر در آمارد ساکن شدند.
در نقشه‌ای که پومپونیوس میلا در سال ۴۵ میلادی ترسیم نمود طبرستان با نام تیبرانی در کرانه جنوبی دریای مازندران ذکر شده است. دراین نقشه به ترتیب از شرق به غرب اسامی آماردی، کادوسی، هیرکانی و تبیرانی در ساحل جنوب دریای خزر آمده است که تیبرانی همان قوم تپور یا تبر می‌باشد.
لاتیشف به نقل از دیونیس اسکندرانی مورخ قرن دوم میلادی اقوام اطراف دریای مازندران را بدین ترتیب نام می‌برد: سکاها، اون‌ها، کاسپ‌ها، کادوس‌ها، آلبان‌ها، ماردها، تپورها و هیرکانی.
به گفته ویلفرد مادلونگ، تپورها که در ابتدا در قسمت جنوب شرقی منطقه زندگی می‌کردند، در اوایل تحت تسلط هخامنشیان قرار گرفتند، آماردها توسط اسکندر بزرگ و بعداً توسط پارتیان شکست خوردند و در قرن دوم پیش از میلاد آنها را در اطراف ری اسکان دادند. قلمرو سابق آماردها توسط تپورها اشغال شده بود. بطلمیوس در ناحیه شرق دیلم در ساحل دریای مازندران تنها از تپورها یاد می‌کند. دیلم بخش کوهستانی گیلان بود.
به گفته واسیلی بارتلد تپوری‌ها در قسمت جنوب شرقی ولایت سکونت داشتند و در قید اطاعت هخامنشیان درآمده بودند و آماردها مغلوب اسکندر مقدونی و بعد مغلوب اشکانیان شدند و اشکانیان در قرن دوم ق. م آنها را در حوالی ری سکونت دادند و اراضی سابق آماردها به تصرف تپوری‌ها درآمد و بطلمیوس در شرح دیلم یعنی قسمت شرقی گیلان در ساحل بحر خزر فقط از تپوری‌ها نام می‌برد.
دانشنامه ایرانیکا نواحی یاد شده در گزارش استرابون را در امتداد دروازه کاسپین (شهر بندری دربند یا Caspian Gates) و شهر باستانی ری (در جغرافیای یونای Rhaga) می‌داند که در سرزمین ماد واقع بوده است و چنین نتیجه‌گیری کرده که بنابر این گزارش، دسته دیگری از قوم تپور در آن نواحی گسترده شده بودند. طبق نظر دانشنامه ایرانیکا کوه‌های داخلی ساحل هیرکانی «کوه‌های تپوری» (Tapurian mountains) نامیده می‌شد، سپس مردم آنجا، در کوه‌های بین دربیک و هیرکانی ساکن شدند و تپورها به سمت دروازه کاسپین (دربند قفقاز) و راگا (ری) در ماد گسترش یافتند. این تپورهای غربی (قفقاز) می‌تواند نتیجه یک تقسیم قومی در شمال رود اترک (مرز هیرکانیا و داهه) دانست. و شاید تپورهای سرزمین هیرکانی نیای گروه دیگر از تپورئی‌ها باشند که ساکن سرزمین سکاها بودند و باقی مانده تپورها به شرق و جنوب به سوی مارگانیا (محدوده بین هیرکانیا و آریا) حرکت کردند و گروه دیگر به سمت رودخانه تجن به سمت آریا حرکت کردند. به اعتقاد دانشنامه ایرانیکا تپوری‌های کاسپین (قفقاز) می‌تواند نشان دهنده مهاجرت بعدی به سمت غرب در امتداد بزرگراه اصلی شرق به غرب از مارگانیا باشد. این گروه از تپورها هزار سرباز برای جنگ گوگمل تهیه کرده بودند. ظاهراً تپورها با هیرکانی‌ها در یک صف قرار گرفتند. اسکندر بعدها تپورها را مطیع خود ساخت و وقتی اسکندر وارد شد و تپورها توسط یک ساتراپ جدا (ساتراپ تپور) اداره می‌شدند و آماردها نیز به آنها واگذار شدند.
احسان یارشاطر در کتاب تاریخ ایران کمبریج در صفحه ۷۶۶ چاپ ۱۹۸۳، تپوری‌ها قومی خوانده است که در دوران فرهاد یکم اشکانی، از پرثوه (Parthyene) به مناطق مرکزی جنوب دریای خزر (مازندران کنونی و حوالی آن) کوچانده شدند و تپورها با قوم آمارد، در همسایگی غربی‌شان، درآمیخته شد و با هضم در جوامع آریایی، قومیت کنونی مازندرانی را تشکیل دادند.
اسدالله عمادی ادعای کوچ قوم تپور از پرثوه به مازندران را رد می‌نماید و می‌گوید پیش از آنکه اشکانیان به قدرت برسند تپورها در مازندران ساکن بودند و کراتر فرمانده یونانی از سرزمین آنها گذشت. نظر مورخان یونانی نیز موافق با نظر اسدالله عمادی می‌باشد و کتزیاس مورخ یونانی عصر هخامنشی سرزمین تپوری را همان مازندران می‌داند و سرزمین تپوری را سرزمینی ما بین هیرکانی و کادوسی معرفی می‌کند و پولیبیوس نیز کوه‌های تپوری را همان کوه‌های مازندران می‌داند و به این کوه بین دروازه کاسپین (گرمسار) و دریای هیرکانی اشاره می‌کند و استرابون به سرزمین تپوری در نزدیکی ری و دروازه کاسپین (گرمسار) اشاره می‌کند و آریان و کوینت کورس در شرح جنگ‌های اسکندر مقدونی و هخامنشیان به یک ساتراپ به نام ساتراپ تپوری در حاشیه دریای مازندران اشاره می‌کنند که سرزمین آمارد نیز به آن ضمیمه شده بود.
به گفته گای لسترنج شمس‌الدین مقدسی مورخ قرن چهارم از رودی با نام طیفوری (تیپوری) در ولایت گرگان یاد کرده است.
همچنین هاپلوگروپ R1a که مشخصه تبار پدری آریایی‌های وارده به ایران است، تنها حدود ۹٪ در مازندران وجود دارد.

### تپورها در عصر آشوریان
به گفته کتزیاس (۴۴۱–۳۹۲ق. م) نینوس پادشاه آشور تپوریان را مطیع خویش کرد.
کتزیاس از قوم تپور در کنار هیرکانی و کادوسی به عنوان یکی از نواحی نام می‌برد که توسط نینوس پادشاه آشور فتح شدند. به گزارش کتزیاس: از سرزمین‌های واقع در دریا و دیگر سرزمین‌های هم‌مرز با آن‌ها، نینوس مصر و فنیقیه را تحت سلطه خود درآورد، سپس سیلسیرا، کیلیکیه، پامفیلیه و لیکیه، و همچنین کاریا، فریگیه و لیدیه. به‌علاوه، او ترود، فریگیه را در هلسپونت، پروپونتیس، بیتینی، کاپادوکیه و همه ملل بربر که در سواحل پنتوس تا تنائیس ساکن هستند تحت کنترل خود قرار داد. او همچنین خود را حاکم سرزمین‌های کادوسی، تپوری، هیرکانی، درانگی، دربیکی، کارمانی، کورمنایی و بورکانی و پارت کرد. او هم به پارس و هم به سوزیانا و کاسپین حمله کرد، همان‌طور که می‌گویند، گذرگاه‌های بسیار تنگی وارد آن می‌شوند، به همین دلیل به عنوان دروازه‌های کاسپین شناخته می‌شوند. بسیاری از ملل کوچکتر دیگر را نیز تحت سلطه خود درآورد، که صحبت دربارهٔ آنها کار طولانی خواهد بود. اما از آنجا که حمله به باکتریا دشوار بود و شامل بسیاری از مردان جنگجو بود، پس از زحمت و تلاش بیهوده، او جنگ با باکتریا را به زمان دیگری موکول کرد و نیروهای خود را به آشور بازگرداند و مکانی را برای تأسیس یک شهر بسیار بزرگ انتخاب کرد.

### تپورها در عصر هخامنشیان
آریان مورخ یونانی ترکیب سپاه هخامنشی در جنگ گوگمل را چنین آورده است: باختری‌ها، سغدی‌ها و هندی‌های مجاور باختر به فرماندی بسوس والی باختر بودند. ساک‌ها که از سکاهای آسیایی و مستقلند ولی متحد داریوش می‌باشند و تحت فرماندهی ماباسس هستند. هندی‌های کوهستان تحت فرماندهی برسائت والی رخج بودند.
سوارهای پارتی، هیرکانی و تپوری تحت فرماندهی فراتافرن بودند. مادی‌ها، کادوسی‌ها و سکاها تحت فرماندهی آتروپات بودند. سکنه دریای سرخ را اُرُن‌توبات و آریوبرزن و اکسی‌نِس اداره می‌کردند. بر شوشی‌ها و اوکسیان اُگزاتر پسر آبولیتاس ریاست داشت و بر بابلی‌ها، سی‌تاکیان و بر کاریان، بوپار ریاست داشت. ارمنی‌ها به سرداری اُرونت و میثروس‌تِس بودند و کاپادوکی‌ها به سرداری آری‌آرسِس بودند و سل سوریان و بین‌النهرینی‌ها به فرماندهی مازه والی بابل بودند.
آریان در مورد آرایش جنگی چنین آورده است: در جناح چپ سواره نظام غربی و دهایی و رخجی صف بسته بودند و نزدیک آن سواره نظام و پیاده‌نظام پارسی که با هم مخلوط بودند. در جناح راست سل سوریان، اهالی میانرودان، مادی‌ها، پارتی‌ها، سکاها و پس از آن تپوری‌ها و هیرکانی‌ها ایستاده بودند. در قلب، داریوش با تمام خانواده و نجبای ایران قرار گرفته بود و هندی‌ها و کاریان و آناپاست‌ها و تیراندازان آمارد در اطراف او بودند.
بنابر گزارش کوینت کورس مورخ رومی، ۱۰۰۰ سواره نظام تپوری در جنگ گوگمل و در ارتش داریوش سوم هخامنشی حضور داشتند.

### نبرد تپورها با اسکندر
کوینت کورس می‌نویسد: در همسایگی هیرکانیا مردمی می‌زیستند که موسوم به ماردها بودند. اینها حاضر نشدند رسولانی نزد اسکندر فرستاده و تمکین کنند. این قضیه بسیار به اسکندر گران آمد و گفت: خیلی غریب است که یک مشت مارد نمی‌خواهند مرا فاتح بدانند. پس از آن از قشون خود عده ای از سپاهیان زبده برداشته و قصد ماردها حرکت کرد و در طلیعه صبح مقابل آنها پدید آمد. ماردها بلندی‌ها را اشغال کرده بودند و اسکندر پس از جنگ آنها را از مواقعشان براند. بر اثر این احوال آنها به داخل مملکت خود عقب نشستند و دهات همجوار به دست مقدونی‌ها افتاد. ولی پس از آن حرکت قشون مقدونی به درون ولایت آنها دچار مشکل گردید، توضیح آنکه جنگل‌های وسیع و کوه‌های بلند در اینجا زیاد بود و بومی‌ها جلگه‌ها را هم با استحکاماتی سد کرده بودند.
کوینت کورس این استحکامات را چنین شرح می‌دهد: تپوری‌ها مخصوصاً (به عمد) درختان را خیلی نزدیک به هم کاشته‌اند. پس از آنکه این درختها قدری نشو و نما کرد، ماردها جوانه‌های درختان را با دست در خاک فرو می‌برند و هر یک از جوانه‌ها جوانه‌های دیگری را بیرون می‌دهد ولی تپوری‌ها نمی‌گذارند جوانه‌ها به‌طور طبیعی برویند بلکه آنها را بهم نزدیک کرده گره می‌زنند و بعد این ترکه‌ها دارای برگهای ضخیم می‌گردد تمام این زمین را فرو می‌گیرد. بدین ترتیب از جوانه‌ها و شاخ و برگ‌های آنها دامی مانند تور ایجاد شده تمام راه را مسدود می‌دارد. برای حرکت قشون اسکندر چاره ای جز استعمال تبر نبود ولی آنهم در مقابل سختی درختان که از گره‌های زیاد و از شاخه‌های درهم دویده حاصل شده بود به کار نمی‌آمد.
از طرف دیگر تپوری‌ها در پناه استحکامات خود به مقدونی‌ها باران تیر می‌باریدند. بالاخره اسکندر امر کرد که این جنگل‌ها را از هر طرف احاطه کنند و اگر روزنه‌ای یافتند حمله برند. مقدونی‌ها چنین کردند و چون محل را نمی‌شناختند اغلب مقدونی‌ها راه را گم کردند. در این احوال تپوری‌ها اسب اسکندر که بوسیفال نام داشت را ربودند. اسکندر چون این اسب را خیلی دوست می‌داشت در خشم فرورفت جارچی فرستاده، تهدید کرد که اگر اسب او را پس ندهند به احدی امان نخواهد داد. پس از این تپوری‌ها اسب را به او رد کردند با وجود این اسکندر امر کرد درختان را بیندازند از کوه خاک آورده روی جوانه‌ها و شاخ و برگ‌ها بریزند. مقدونی‌ها به اجرایی امر اسکندر پرداختند و تپوری‌ها چون دیدند استحکامات آنها بدین ترتیب خراب خواهد شد فرستاده‌ای فرستادند و تمکین کردند. پس از آن اسکندر فرادات را حاکم آنها قرار داده و به اردوی خود برگشت.
فرادات حاکم تپورهای بخش شمالی تپورستان (دشت و هامون) بوده که با اسکندر مصالحه نمود و تپورهای بخش جنوبی تپورستان (کوهپایه و کوهستان) فرمانروای دیگری داشتند که حاضر به مصالحه با اسکندر نبودند و در نهایت فرادات بر سرزمین تپورهای کوهستان و آماردها دست یافت.

### نبرد آماردها با اسکندر
آریان می‌نویسد: اسکندر با هیپاسپیست‌ها و تیراندازان آگریانی و دسته‌های سنوس و آمین‌تاس و کمانداران سواره و نیمی از سواره نظام به ولایت ماردها رفته و اسرای زیاد گرفت و اکثر اشخاصی را که جنگ کرده بودند کشت. چون محل‌های این مردم سخت و به علاوه این ولایت فقیر است هیچ مرد جنگی قبل از اسکندر به اینجا نیامده بود. فاتح ناگهان از ولایت آنها گذشت و قبل از اینکه متوجه شوند بر آنها تاخت. این مردم به جاهای سخت کوه‌ها پناه بردند و اسکندر در آنجا هم بر ماردها فایق آمد و پیروز شد. ماردها فرستاده‌ای فرستادند و مطیع اسکندر گشتند. اسکندر ولایت ماردها را به به تپورستان که والی آن فرادات بود ضمیمه کرد.

### فرادات حاکم تپورها در عصر اسکندر
فرادات فرمانده قوم تپور در نبرد هخامنشیان و یونانیان و همچنین والی تپورستان در عهد خشیارشاه و اسکندر مقدونی می‌باشد.
به گزارش لوسیوس فلاویوس آریان گزنفون مورخ یونانی زمانی که اسکندر به ولایت هیرکانیا رفت قشون خود را سه قسمت کرد؛ قسمتی که از همه زیاد تر بود با خود به زادراکرات برد و قسمت دیگر را با کراتر به مملکت تپوری‌ها (تپوری‌های ساکن در هیرکانیا) برد و قسمت سوم را به سرداری اری گیوس مأمور بود که با بار و بنه و خارجی‌ها حرکت کند.
پس از اینکه اسکندر از معابر هیرکانیا گذشت وارد زادراکرات (ساری یا استراباد) شد در اینجا کراتر به او رسید. در این هنگام ارته باذ با سه پسر خود که نامشان سوفن و آریو برزن و ارسام بود نزد اسکندر آمد. فرادات فرمانده تپوری‌ها و نمایندگان یونانی‌های اجیر هم با اینها آمدند. اسکندر ارته باذ را به احترام پذیرفت و فرادات را فرمانده تپورها و والی تپورستان ابقا کرد.
پس از آنکه اسکندر وارد شهر آروس گردید و کراتر و اریگسوس را در اینجا یافت. آنها فرادات حاکم تپوری‌ها را همراه آورده بودند. اسکندر این اسیر را خوب پذیرفت. پس از آن آن مناپیس را که در زمان اُخُس فرار کرده و به دربار فلیپ پناهنده شده بود والی هیرکانیا کرد و فرادات را به حکومت تپورستان ابقا داشت.

### شکل‌گیری ساتراپ تپوری در دوران اسکندر
اسکندر پس از دست یابی به سرزمین آمارد ولایت آمارد را به تپورستان که والی آن فرادات بود ضمیمه کرد.
نواحی شرقی کشور که شامل ایران و بخش‌هایی از آسیای میانه و هندوستان بودند و از چهارده ساتراپ نشین تشکیل می‌شدند:
1. پارس
2. پارتاکن
3. کرمان
4. ماد
5. تپوری (به ضمیمه آمارد)
6. پارت
7. هیرکانیا
8. باختر
9. هریوه (به ضمیمه درانگیانا)
10. گدروسیا (به ضمیمه کشور اوریتان)
11. آراخسیا
12. پاروپانیسادان
13. هندوستان این سوی سند
14. هندوستان آن سوی سند

### تپورها در عصر سلوکیان و اشکانیان
در دوران اسکندر مقدونی سرزمین آمارد به سرزمین تپور ضمیمه گشت.
تیرداد اشکانی دومین پادشاه اشکانی هیرکانیا و کومس و کناره‌های جنوبی دریای مازندران که مملکت اقوام تپوری بود را به تصرف خود درآورد و پایتخت خود را به شهر سلوکی صد دروازه در ناحیه کومس انتقال داد. تیرداد اشکانی در سال ۲۲۱ پیش از میلاد در گذشت و ارشک دوم به پادشاهی رسید و قلمروی پارتیان تا سال ۲۰۹ پیش از میلاد تا همدان در ماد می‌رسید. سرزمین تپوریه در زمان ارشک دوم مورد حمله آنتیوخوس سوم قرار گرفت. آنتیوخوس سوم در عین اینکه با پایداری سختی مواجه بود به سرزمین تپوریه در البرز تاخت و هیرکانیا را نیز به تصرف خود درآورد و با ارشک دوم پیمان یگانگی بست. در این دوره پادشاهی اشکانی با وجود اینکه با فتوحات سلوکیان محدود و کوچک شده بود ولی بر پا ماند. پس از آن نیز با تاخت و تازهای دولت یونانی بلخ بار دیگر قلمرو شاهنشاهی اشکانی کوچکتر شد. پس از مرگ ارشک دوم در سال ۱۹۱ پیش از میلاد فریاپت شاه شد و دو پسر به نام‌های فرهاد و مهرداد داشت که فرزند بزرگتر فرهاد شاه شد. در این دوره آنتیوخوس سوم در جنگ با روم شکست خورده بود و در دفاع از قلمروی خود ناتوان شده بود. فرهاد اول بر آماردیان و دیگر اقوام ساکن رشته کوه‌های البرز تاخت و سرزمین تپوریه و هیرکانیا و سایر نواحی را به تصرف خود درآورد و مرز پارت را تا مغرب دربند خزر گشود و آماردیان را به شهر خاراکس (خوار) کوچ داد. پس از فرهاد قدرت به برادرش مهرداد یکم رسید. در این دوره سرزمین تپوریه مدتی تحت تسلط اوکراتید حاکم دولت یونانی بلخ درآمد ولی مهرداد یکم در سال ۱۶۰ پیش از میلاد سرزمین تپوریه را بار دیگر به تصرف خود درآورد. سرزمین تپوریه تا زمان بلاش یکم تحت سیطره اشکانیان باقی ماند ولی در زمان بلاش اول سرزمین تپوریه و دیگر نواحی جنوبی دریای مازندران مورد حمله و تاخت و تاز آلان‌ها قرار گرفت و حتی آلان‌ها از جنوب دریای مازندران و سرزمین تپوریه گذشته و به این طرف و آن طرف ارس در حال تاخت و تاز بودند ولی به نظر می‌رسد بلاش توانست کنترل سرزمین تپوریه را در دست بگیرد و بطوریکه در اواخر عهد اشکانیان خاندان گشنسب شاهان گرشاهی بر ولایت تپوریه حکم می‌راندند و حتی در دوران شاهنشاهی ساسانی قلمروی خود را تا گیلان توسعه دادند.

### اخراجآمارد‌هاو ورود قوم تپور به به نواحی آماردنشین

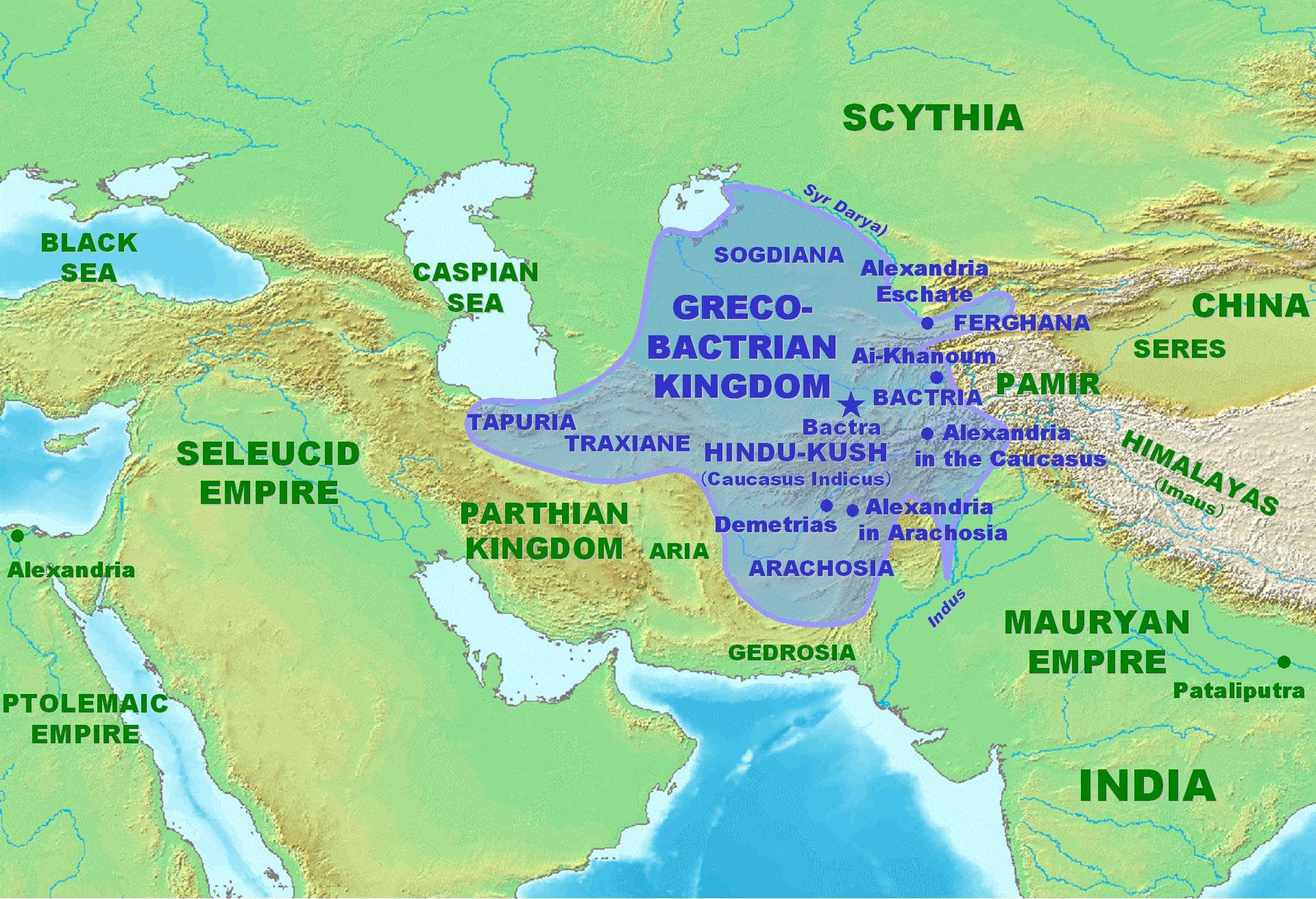
نقشه دولت یونانی بلخ. نام سرزمین Tapuria در جنوب دریای خزر دیده می‌شود.

تپورها و آماردها در همسایگی یکدیگر بودند و پس از کوچ اجباری آماردها، تپورها در نواحی آماردنشین جایگزین آماردها گشتند.
به گفته ویلفرد مادلونگ، آماردها توسط اسکندر بزرگ و بعداً توسط پارتیان شکست خوردند و در قرن دوم پیش از میلاد آنها را در اطراف ری اسکان دادند. قلمرو سابق آماردها توسط تپورها اشغال شده بود. بطلمیوس در ناحیه شرق دیلم در ساحل دریای مازندران تنها از تپورها یاد می‌کند.
پس از قدرت‌گیری اشکانیان، در دوران فرهاد یکم اشکانی، فرهاد به آماردها حمله کرد و پس از شکست آنان، قوم آمارد وادار به کوچ اجباری به بیرون از حاشیه جنوبی دریای مازندران شدند.
تپوری‌ها در عصر آشوریان، هخامنشی و اسکندر در ارتفاعات البرز و در منطقه ای بین هیرکانیا و آمارد سکونت داشتند. کوچ گسترده برخی تیره‌های قوم تپور و جایگزین شدن این بخش از تپوری‌ها به جای آماردها در نواحی غربی در دوران فرهاد اشکانی به شکل‌گیری سرزمین تپورستان منجر شد. چنانچه بعدها از سرزمین تپورستان در نقشه‌های جغرافیایی یونانی و رومی و گزارش مورخان یونانی و رومی، چه در دوران اشکانیان و چه در دوران ساسانیان می‌توانیم ببینیم. مانند تصویر نقشه‌ای از قلمرو دولت یونانی بلخ که ارائه شده است؛ که در پی شکست اشکانیان از دولت یونانی بلخ، تپورستان باستان (TAPURIA) و خراسان باستان (TRAXIANE) برای مدتی در تصرف دولت یونانی بلخ مانده بود. پس از حمله عرب‌ها و اشغال ایران به‌دست عرب‌ها، تپورستان در نوشته‌ها و منابع ایرانی و عربی به طبرستان معرب گشت و پسوند نام بسیاری از بزرگانش، طبری بود، چون محمد بن جریر طبری و ابن ربن طبری و مازیار بن قارن طبری و فضل بن قارن طبری و …
طبرستان تا سیصد سال در برابر حملات عرب‌ها پایداری کرد و مستقل ماند و هرگز به تصرف ترکان و مغولان در نیامد.

## گشنسب شاهان تپورستان
گشنسب شاهان یا گشنسپداد گرشاهی سلسلهٔ پادشاهی در طبرستان بوده که در عصر اشکانیان در منطقه کوهستانی شرق مازندران شکل گرفت.
این سلسله در اوایل عصر ساسانی قلمروی خود را تا گیلان گسترش دادند. در دوران اردشیر ساسانی قلمروی گشنسب شاهان علاوه بر رویان و طبرستان شامل گیلان، دیلمان و دماوند می‌شده است.

### ریشه
ریشه خاندان گشنسپداد گرشاهی به مناطق کوهستانی شرق طبرستان منطقه هزارگری و شهر تمیشه می‌رسد و واژه گر به مردمان طبری کوهستان شرقی طبرستان اطلاق می‌گشت. از آنجا که این خاندان ساکن در منطقه کوهستانی مازندران بودند گرشاه لقب گرفتند. لقب پتشخوارگرشاه به پادشاه‌هان کوهستان طبرستان داده می‌شد.

### شکل‌گیری
به اعتقاد برخی مورخان این سلسله در سال ۳۳۰ قبل از میلاد مسیح در ناحیه تپوری نشین دریای ورکانه واقع در کوهستان شرق مازندران شکل گرفت. اردشیر برزگر در کتاب خود آغاز پادشاهی خاندان گشنسپ شاهان را پس از مرگ اسکندر مقدونی در قرن سوم پیش از میلاد می‌داند ولی مشخص نیست که آیا گشنسب شاهان از نسل فرادات، حاکم طبرستان در زمان هخامنشیان و اسکندر، است یا خیر. به اعتقاد برخی مورخان دیگر این سلسله در سال ۱۷۰ قبل از میلاد مسیح پس از کوچ برخی از اقوام تپور از شرق مازندران به منطقه آمارد در غرب مازندران (رویان) به مرکزیت آمل شکل گرفت.

### سقوط
گشنسب شاهان تا سال ۵۳۱ میلادی در طبرستان سلطنت می‌کردند. دوام حکومت و فرماندهی خاندان گشنسب در طبرستان تا روزگار فیروز ساسانی ادامه داشته است که در این زمان ترکان صحرانورد ماوراء جیحون به خراسان و مرزهای تپورستان (طبرستان) تاخته‌اند. کاری از گشنسب شاهان برنیامد ولی کیوس فرزند ارشد قباد شاه ساسانی، به امر پدر به کمک مردم طبرستان شتافت و کیوس به فرمان برادر با سپاهی انبوه از تبرستانی‌ها به سمت خراسان رفت و خاقان ترک را شکست داد. از این زمان حکومت خاندان گشنسب پایان یافت و حکومت به ساسانیان منتقل شد. در این سال کیوس، پسر مهتر قباد و برادر خسرو انوشیروان، خود از طرف پدرش قباد به فرمانروایی در طبرستان پرداخت. کیوس آیین مزدکی داشت و مزدکیان می‌خواستند او را به پادشاهی بنشانند از این جهت خسرو انوشیروان او را از طبرستان برداشته، قارن پسر سوخرا را به جای او گماشت. از این تاریخ سلسله کارنوندیان در طبرستان روی کار می‌آیند که ایشان را آل قارن می‌خوانند.

## زبان تپیری‌ها
زبان تپیری یا زبان طبری یک زبان ایرانی است و دارای قرابت با زبان مادها می‌باشد. این زبان در زیرخانواده ایرانی شمال غربی طبقه‌بندی می‌شود. زبان طبری تنها زبان زنده از این خانواده است که آثاری با قدمت هزار ساله دارد و به جز طبری، هیچ زبان دیگری از زبان‌های ایرانی شمال غربی دارای ادبیات مکتوب هزار ساله نیست.